# Oliwczyk
Oliwczyk (Sapayoa aenigma) – gatunek ptaka z rodziny oliwczyków (Sapayoidae), której jest jedynym przedstawicielem. Mały ptak zamieszkujący Amerykę Centralną i Południową. Gatunek niezagrożony wyginięciem.

## Systematyka i taksonomia
Takson po raz pierwszy opisany przez Harterta w 1903 roku pod obecną nazwą. Jako lokalizację holotypu autor wskazał rzekę Sapayo w prowincji Esmeraldas w Ekwadorze. Takson ten dawniej był umieszczany w rodzinie Tyrannidae, Eurylaimidae lub Pipridae, ale obecnie wydzielany jest do osobnej, monotypowej rodziny Sapayoidae. Najbliżej spokrewniony jest z kurtaczkami (Pittidae), według dwóch różnych badań oddzielił się 27,5 miliona lub prawie 36 milionów lat temu. Gatunek monotypowy – nie wyróżniono podgatunków.
Nazwa rodzajowa odnosi się do rzeki Sapayo w Ekwadorze w prowincji Esmeraldas, natomiast nazwa gatunkowa pochodzi od wyrazu αινιγμα ainigma oznaczającego w języku greckim tajemniczy, zagadkowy.

## Występowanie
Oliwczyk występuje w Panamie (wschodnia część od Strefy Kanału Panamskiego), zachodniej Kolumbii (wybrzeże Oceanu Spokojnego i na wschód do środkowej części doliny Magdaleny) i na południe do skrajnie północno-zachodniego Ekwadoru (Esmeraldas, północno-zachodnia Pichincha).

## Morfologia
Mały ptak o długości ciała 13,5–15 cm oraz masie ciała wynoszącej 20,8 g. Gatunek o szerokim i płaskim dziobie, u którego nasady występują długie, czarne, podobne do szczeciny pióra (ang. rictal bristle). Ogon długi podobnie jak u gorzykowatych. Samiec ma na czubku głowy żółty, podłużny czub, który zazwyczaj jest ukryty (u samicy czub nie występuje). Upierzenie głównie w kolorze jasnooliwkowym, skrzydła i ogon bardziej ciemne, natomiast gardło i brzuch bardziej w odcieniu żółtym. Tęczówki czerwonawo-brązowe, dziób czarny, nogi szare. Ubarwienie osobników młodocianych nieopisane, ale prawdopodobnie przypominają samice.

### Głos
Głosy wydawane przez te ptaki są słabo poznane. Dwa nagrane głosy opisane jako miękkie, nieco nosowe trele i nieco głośniejsze czip, ch-ch-ch.

## Ekologia

### Środowisko
Ptak ten zamieszkuje niższe i średnie strefy wilgotnych lasów, często w pobliżu strumieni i wąwozów. Obserwowany do wysokości 1100 m n.p.m.

### Pożywienie
Ptak ten żywi się małymi owocami i owadami. Na owady poluje czatując często przez dłuższy czas na gałęziach, rozglądając się wokoło. Owady są łapane zarówno z powietrza, jak i zbierane z liści. Regularnie tworzy na czas żerowania mieszane stada z innymi gatunkami.

### Rozród
Okres rozrodczy pod koniec kwietnia i na początku maja, w Panamie zaobserwowano gniazdo z pisklętami w maju. W zachodniej Kolumbii obserwowano ptaki w kondycji rozrodczej w okresie od lutego do kwietnia. Jedyne znalezione gniazdo miało kształt gruszki, zwężając się na górze. Na dole było nieco bardziej zaokrąglone, zbudowane było z długich pasków włóknistej kory.  Wejście do gniazda znajdowało się bliżej dna. Gniazdo zawieszone było na drzewie z rodzaju Perebea dwa metry nad leśnym strumieniem. W środku znajdowały się dwa pisklęta, karmione przez oboje rodziców.

### Migracje
Najprawdopodobniej gatunek osiadły.

## Status
W Czerwonej księdze gatunków zagrożonych Międzynarodowej Unii Ochrony Przyrody został zaliczony do kategorii LC (najmniejszej troski). Stan populacji słabo poznany ze względu na skryty tryb życia. Trend liczebności populacji uznawany jest za spadkowy ze względu na utratę siedlisk.